# Coptocephala unifasciata
Coptocephala unifasciata är en skalbaggsart som först beskrevs av Giovanni Antonio Scopoli 1763.  Coptocephala unifasciata ingår i släktet Coptocephala, och familjen bladbaggar. Arten har ej påträffats i Sverige.